# Noureddine Yazid Zerhouni
Pour les articles homonymes, voir Zerhouni.
Noureddine Yazid Zerhouni (نورالدين يزيد زرهوني), de son vrai nom Noureddine Zerhouni - Yazid étant son nom de guerre -, né le 5 septembre 1937 à Tabarka en Tunisie et mort le 18 décembre 2020 à Alger, est un homme politique algérien. D'abord membre actif de l'ALN, il est ensuite ministre de l'Intérieur de 1999 à 2010 et vice-Premier ministre dans le gouvernement Ouyahia IX.

## Biographie
Noureddine Yazid Zerhouni passe sa jeunesse à Fès au Maroc. En 1955, l'année de son bac, il adhère au FLN.
A 20 ans, il est recruté au Ministère de l'Armement et des Liaisons Générales (MALG) qui est le service de renseignement de l'ALN. En 1961, il fait partie de la délégation algérienne à Évian en tant qu'expert militaire.
En 1958, il dirige au sein du FLN la création de la DDR, la direction de documentation et de recherches, puis il est nommé par Houari Boumédiène pour diriger les services de renseignement de l'ALN. Il devient responsable dès l'indépendance de l'Algérie des « services opérationnels » de la Sécurité militaire[réf. nécessaire].
Il reprend ses études universitaires interrompues à la suite de son engagement avec l'ALN, et décroche en 1972 une licence de droit, puis un magistère en relations internationales.
En 1972, Houari Boumédiène le nomme à la tête du service des analyses et de la documentation. Au milieu des années 1970, il est nommé collaborateur direct de Kasdi Merbah, patron des services secrets algériens. Après la mise à l'écart de Kasdi Merbah par le président Chadli, celui-ci le nomme directeur des services et comme bras droit le responsable du DRH, Mohammed Azouaou. Il supervise les différents appareils de la Sécurité militaire, mais Chadli le remplace par Lakehal Ayat en 1982.
A l'accession d'Abdelaziz Bouteflika à la présidence, celui-ci lui confie l'organisation du sommet de l'Organisation de l'unité africaine (OUA) qui se tient en Algérie.
En 1999, le président Bouteflika le nomme ministre d'État, ministre de l'intérieur et des collectivités locales, poste qu'il occupe jusqu'en 2010.
En décembre 2005, Noureddine Zerhouni subit une opération des reins, des complications médicales qui l'avaient déjà forcé à se retirer de la scène politique dans le passé.
Le 28 mai 2010, il est nommé vice-Premier ministre, premier à occuper ce poste créé à la suite du dernier amendement de la constitution en 2008.
Il laisse le ministère de l'Intérieur à son secrétaire d'État chargé des collectivités locales et bras droit de toujours Dahou Ould Kablia.
Il meurt le 18 décembre 2020, à l'âge de 83 ans, à l'hôpital militaire d'Aïn Naadja d'Alger. Il est inhumé au cimetière d'El Alia.

## Justice
Depuis le meurtre du directeur de la DGSN Ali Tounsi le 25 février 2010, que Noureddine Zerhouni avait enrôlé en 1962, la famille de la victime insiste pour que Zerhouni soit auditionné par le juge chargé de l'enquête. Un des avocats de l'assassin présumé l'accuse d'avoir dissimulé des dérobés sur la scène du crime,.

## Décorations
- Grand cordon de l'ordre du Soleil Levant du Japon (2018)[9].